# Чинадиевский замок
Чинадиевский замок (укр. Чинадіївський замок, венг. Beregszentmiklósi várkastély — Замок Сент-Миклош) — памятник архитектуры XIV—XIX веков. Расположен в пгт Чинадиево, что вблизи города Мукачево Закарпатской области. Замку присвоен №1185 (183/0) Государственный реестр национального культурного достояния.
Замок расположен вдоль дороги, что пролегает параллельно автодороги M06. Чинадиевский замок с 2001 года находится в концессии у закарпатского художника Иосифа Бартоша.

## Расположение и план замка
На месте, где расположен замок, долина реки Латорица сужается, горы обступают путь со всех сторон. Сравнительно недалеко отсюда расположен перевал, так называемые «Русские Ворота», через который венгерские короли водили свои войска на Галичину.
Главный вход в замок расположен с северной стороны замка, однако с южного тоже есть вход, через который пускают посетителей.
На первом, отреставрированном, этаже крепости — шесть комнат и зал с большим вестибюлем. Теперь здесь расположены экспозиции кельтской и скифской культур, а также портреты всех владельцев замка. Второй этаж похож по планировке — шесть маленьких комнат, большой зал и длинный коридор. Также в замке есть несколько «тайных переходов» — двойных стен, которые хозяева с радостью показывают посетителям.

## История

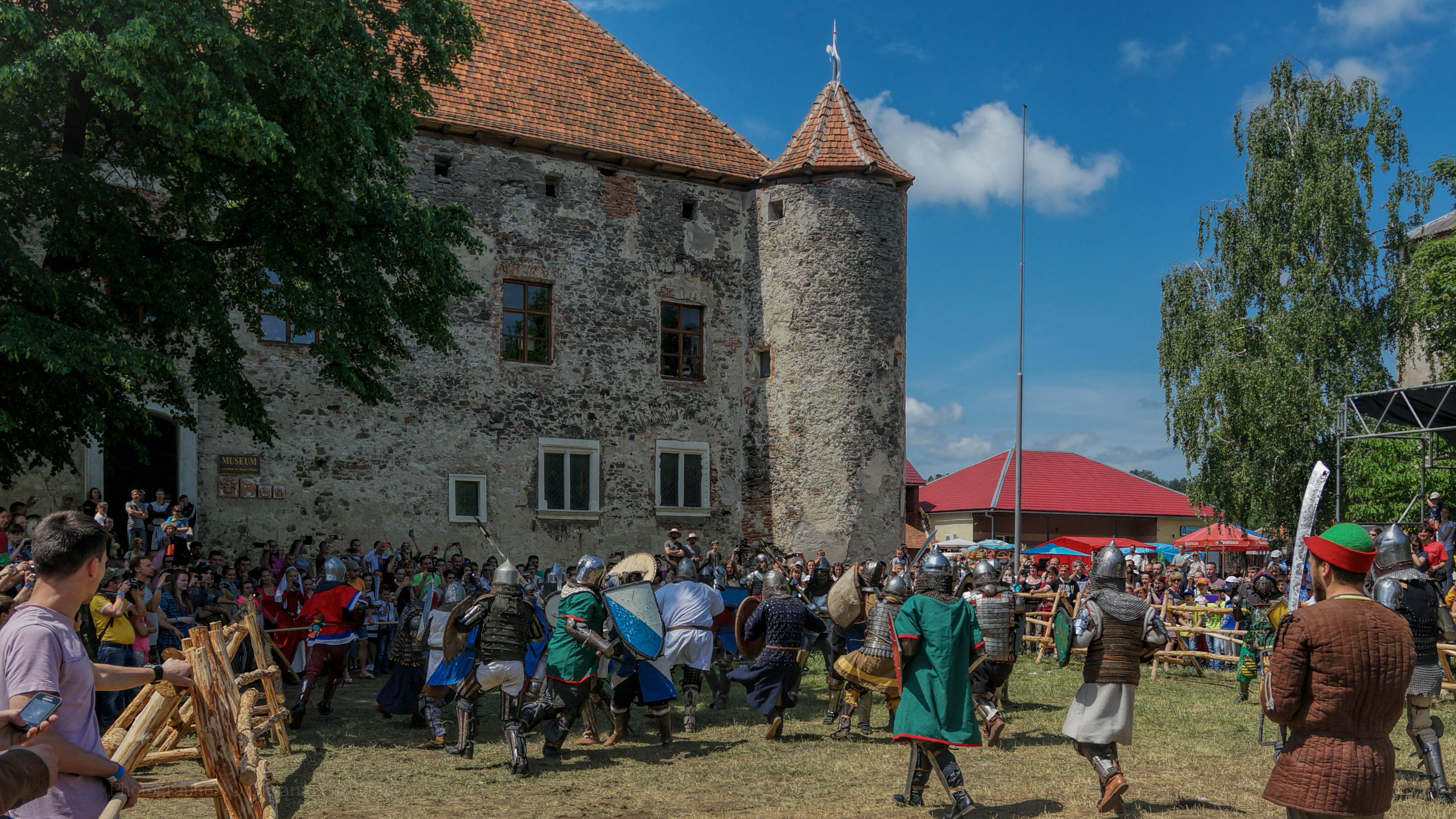
Средневековый фестиваль

Поселение на этом месте известно с 1214 года, хотя найдены артефакты, датированные II тысячелетием до н. э. 1264 году король Иштван V дарит имение магистру Аладару, королевскому уполномоченному в делах догалицких князей.
Чинадиевский замок — каменная, с двумя угловыми башнями и метровой толщины стенами сооружение, возведенное в XIV веке бароном Перени. Достраивали графы Телегди. Владели крепостью княгиня Илона Зрини, ее сын Ференц II Ракоци, графы Шенборны.
В 1657 году замок был значительно поврежден польскими войсками графа Любомирского, которые мстили венграм за их поход князя Дьердя II Ракоци на Польшу. Вскоре замок был отстроен, но как оборонительное сооружение стал терять свое значение.
В конце июня 1703 года проводник повстанцев князь Ференц II Ракоци останавливается в замке, чтобы отдохнуть и перегруппировать войско после поражения в битве под Мукачево. До своей иммиграции в Польшу князь бывал здесь еще несколько раз.
В 1708 году сюда, узнав о приближении врагов, из Хустского замка перебираются семьи феодальных семей, поддерживавших восстание.

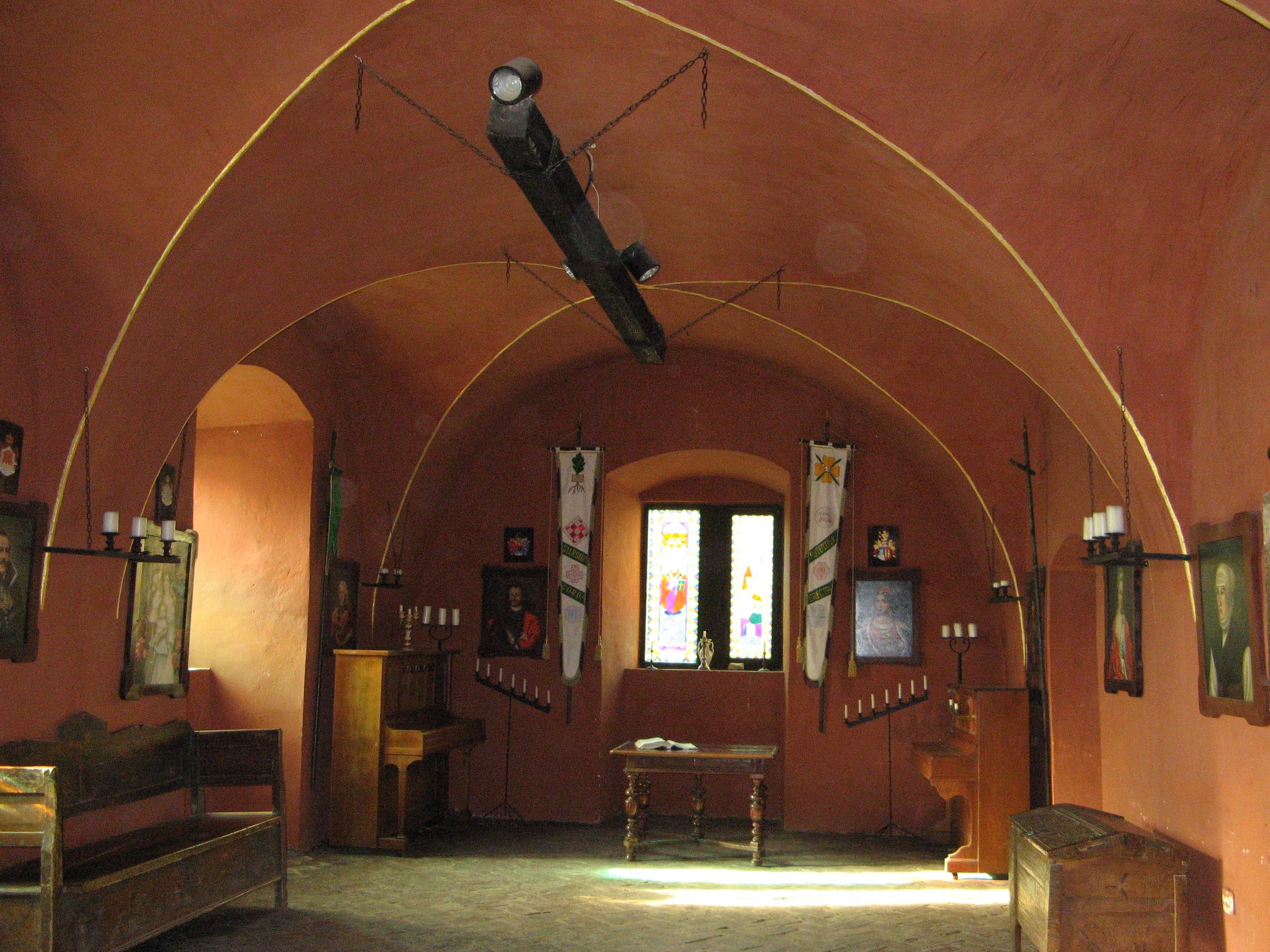
Отреставрированный интерьер первого этажа

В 1728 году император Карл VI дарит изъятые у мятежных феодалов земли, в том числе и замок, верному ему роду Шёнборнов.  К 1734 году новыми владельцами замок значительно перестраивается и приобретает вместо оборонительных черты дворцовой резиденции. В 1839 г. замок перестроил архитектор Герман Игнаций.
Во времени Второй мировой войны немцы сделали в замке тюрьму. С 1944 года, во времена советской власти, замок был сельсоветом, центром управления местного лесного хозяйства, военной частью и составом автобазы, расположенной рядом.
В 2001 году замок был отдан в концессию художнику Иосифу Бартошу. Он вместе с женой Татьяной и единомышленниками фактически спас замок от разрушения. Ныне отреставрирован интерьер первого этажа сооружения. В замке часто проходят международные и местные художественные мероприятия.

## Легенды и предания
- В ходе реставрационных работ в 1839 году в одной из стен был найден замурованный человеческий скелет. По одной из версий, в средневековье существовал обычай — после построения крепости замуровать в её стену живого человека, мол, это значительно улучшит обороноспособность сооружения.